# Domaine de Daishōji

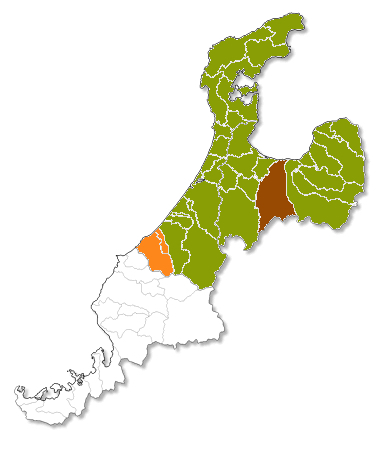
Domaines de Kaga, Tōyama et Daishōji à la fin de l'ère Edo

Le domaine de Daishōji (大聖寺藩, Daishōji-han) était un domaine féodal de la période Edo, situé dans la province de Kaga (de nos jours, préfecture d'Ishikawa). Il était dirigé par une branche du clan Maeda du domaine de Kaga. Le quartier général du domaine était situé au jin'ya de Daishōji dans ce qui est à présent la ville de Kaga.

## Source de la traduction
- (en) Cet article est partiellement ou en totalité issu de l’article de Wikipédia en anglais intitulé « Daishōji Domain » (voir la liste des auteurs).